# Mathias De Witte
Mathias De Witte (Bruges, 29 de març de 1993) és un ciclista belga, professional des del 2017. Actualment corre a l'equip Cibel-Cebon.